# Zdroje (województwo pomorskie)
Zdroje (dodatkowa nazwa w j. kaszub. Zdroje) – osada kaszubska w Polsce położona w województwie pomorskim, w powiecie kościerskim, w gminie Lipusz, 
Wieś wchodzi w skład sołectwa Lipusz, jest oddalona o 7 km od Lipusza i 300 metrów od drogi krajowej nr 20. W miejscowości znajduje się ośrodek jeździecki.
Wieś królewska położona była w II połowie XVI wieku w powiecie mirachowskim województwa pomorskiego. W latach 1975–1998 miejscowość administracyjnie należała do województwa gdańskiego.

## Historia
Według noty Słownika geograficznego Królestwa Polskiego z roku 1895 
Zdroje w języku niemieckim Sdroyen, posiadłość lemańska i leśna, w powiecie kartuskim, stacja pocztowa Wygoda, parafia katolicka Lipusz, zawiera 1875 mórg. włącznie z jeziorem 178 mórg obejmującem. W 1869 r. 34 mieszkańców, 20 katolików, 14 ewangelików, 4 domy. Posiada przywilej z roku 1677, w którym Aleksander Czapski, starosta z Parchowa, zeznaje, źe ponieważ dobra starościńskie przez wojnę całkiem zostały zrujnowane, nadaje Wawrzyńcowi Knetter i jego spadkobiercom lemaństwo i młyn prawem dziedzicznem.Wolno mu jednak tylko tam karczować, gdzie nie ma "barci, ma mieć wolną rybitwę w jez. Lubiszewie małą siecią dla własnego stołu; wolno mu też osadzić zagrodnika i 250 owiec trzymać, lecz bez szkody sąsiadów i 5 świń chować w lesie, za resztę musi płacić. Za młyn będzie jak przedtem dawał czynszu 60 korey żyta, a za rolę 15 florenów polskich Jest także zobowiązany do poboru i innych podatków, do 4 podwód i może swoje pretensye i innym sprzedać. Przywilej ten potwierdził król Jan III w 1677 roku.